# Solpuga carvalhoi
Espèce
Solpuga carvalhoi est une espèce de solifuges de la famille des Solpugidae.

## Distribution
Cette espèce est endémique d'Angola. Elle se rencontre vers Sumbe.

## Publication originale
- Lawrence, 1960 : The Solifugae (Arachnida) of Angola. Publicacoes Culturais da Companhia de Diamantes de Angola, no 51, p. 107-128.